# Olympische Sommerspiele 1976/Teilnehmer (Nicaragua)
| Gelbes Symbol für Goldmedaillen mit stilisierten Olympischen Ringen | Graues Symbol für Silbermedaillen mit stilisierten Olympischen Ringen | Braundes Symbol für Bronzemedaillen mit stilisierten Olympischen Ringen |
| ------------------------------------------------------------------- | --------------------------------------------------------------------- | ----------------------------------------------------------------------- |
| —                                                                   | —                                                                     | —                                                                       |

Nicaragua nahm an den Olympischen Sommerspielen 1976 in Montreal mit einer Delegation von 15 männlichen Athleten an 19 Wettkämpfen in sechs Sportarten teil. Ein Medaillengewinn gelang keinem der Athleten.

## Teilnehmer nach Sportarten

### Boxen
- Ernesto González
Leichtgewicht: in der 1. Runde ausgeschieden

### Gewichtheben
- Naftaly Parrales
Bantamgewicht: Wettkampf nicht beendet

- Sergio Moreno
Leichtgewicht: 18. Platz

### Judo
- José Cornavaca
Halbschwergewicht: in der 1. Runde ausgeschieden
Offene Klasse: in der 1. Runde ausgeschieden

### Leichtathletik
- Armando Padilla
100 m: im Vorlauf ausgeschieden
200 m: im Viertelfinale ausgeschieden

- Ricardo Larios
400 m: im Vorlauf ausgeschieden

- Erasmo Gómez
800 m: im Vorlauf ausgeschieden

- Francisco Menocal
1500 m: im Vorlauf ausgeschieden

- Carlos Abaunza
Hochsprung: ohne gültige Höhe

### Radsport
- Miguel Espinoza
Straßenrennen: Rennen nicht beendet
Mannschaftszeitfahren: 27. Platz

- David Iornos
Straßenrennen: Rennen nicht beendet
Mannschaftszeitfahren: 27. Platz

- Hamblin González
Straßenrennen: Rennen nicht beendet
Mannschaftszeitfahren: 27. Platz

- Manuel Largaespada
Straßenrennen: Rennen nicht beendet
Mannschaftszeitfahren: 27. Platz

### Schwimmen
- Campari Knoepffler
100 m Freistil: im Vorlauf ausgeschieden
100 m Brust: im Vorlauf ausgeschieden
100 m Schmetterling: im Vorlauf ausgeschieden

- Frank Richardson
200 m Freistil: im Vorlauf ausgeschieden
400 m Freistil: im Vorlauf ausgeschieden
100 m Rücken: im Vorlauf ausgeschieden